# Megatrypanum
Megatrypanum – podrodzaj trypanosom – kinetoplastów z rodziny świdrowców należących do królestwa protista.
Cechami charakterystycznymi tego podrodzaju jest:
- jądro jest położone blisko kinetoplastu
- u ssaków występuje forma epimastigota

Należą tu następujące gatunki:
- Trypanosoma (Megatrypanum) cervi
- Trypanosoma (Megatrypanum) lambrechti[2]
- Trypanosoma (Megatrypanum) melophagium[3]
- Trypanosoma (Megatrypanum) minasense
- Trypanosoma (Megatrypanum) peba[4]
- Trypanosoma (Megatrypanum) pestanai[3]
- Trypanosoma (Megatrypanum) talpae[3]
- Trypanosoma (Megatrypanum) theileri[3]